# Арбаси
Арбаси (пол. Arbasy) — село в Польщі, у гміні Дорогичин Сім'ятицького повіту Підляського воєводства.
Населення — 178 осіб (2011).
У 1975-1998 роках село належало до Білостоцького воєводства.

## Демографія
Демографічна структура станом на 31 березня 2011 року:
|          | Загалом | Допрацездатний вік | Працездатний вік | Постпрацездатний вік |
| -------- | ------- | ------------------ | ---------------- | -------------------- |
| Чоловіки | 94      | 26                 | 51               | 17                   |
| Жінки    | 84      | 22                 | 43               | 19                   |
| Разом    | 178     | 48                 | 94               | 36                   |